# Sud-est dels Estats Units
El Sud-est dels Estats Units, col·loquialment conegut com el Sud, és la part oriental del Sud dels Estats Units, i la part meridional de l'Est dels Estats Units.

## Demografia
No hi ha una definició oficial a l'Oficina del Cens del sud-est dels Estats Units. No obstant això, l'Associació de Geògrafs Americans defineix el sud-est dels Estats Units com els estats d'Alabama, Florida, Geòrgia, Kentucky, Mississipi, Carolina del Nord, Carolina del Sud, Tennessee, Virgínia i Virgínia Occidental.

### Estats més poblats
L'estat més poblat de la regió és Florida (19.552.860), seguit de Geòrgia (9.992.167), i Carolina del Nord (9.848.060).

## Ciutats principals
Aquestes són les ciutats més grans de la regió del sud-est dels Estats Units per població, segons l'Oficina del Cens dels Estats Units:
| Rangle | Ciutat           | Estat                 | Població (2012) |
| ------ | ---------------- | --------------------- | --------------- |
| 1      | Jacksonvillea[›] | Florida               | 837             |
| 2      | Charlotte        | Carolina del Nord     | 793             |
| 3      | Memphis          | Tennessee             | 680             |
| 4      | Washington       | Districte de Colúmbia | 632             |
| 5      | Nashvillea[›]    | Tennessee             | 624             |
| 6      | Baltimore        | Maryland              | 621             |
| 7      | Louisvillea[›]   | Kentucky              | 610             |
| 8      | Virginia Beach   | Virgínia              | 448             |
| 9      | Atlanta          | Geòrgia               | 444             |
| 10     | Raleigh          | Carolina del Nord     | 423             |
| 11     | Miami            | Florida               | 420             |
| 12     | Nova Orleans     | Louisiana             | 379             |
| 13     | Tampa            | Florida               | 348             |
| 14     | Lexington        | Kentucky              | 305             |
| 15     | Greensboro       | Carolina del Nord     | 280             |
| 16     | Orlando          | Florida               | 250             |
| 17     | Saint Petersburg | Florida               | 247             |
| 18     | Norfolk          | Virgínia              | 246             |
| 19     | Durham           | Carolina del Nord     | 239             |
| 20     | Winston-Salem    | Carolina del Nord     | 234             |
| 21     | Hialeah          | Florida               | 232             |
| 22     | Chesapeake       | Virgínia              | 228             |
| 23     | Birmingham       | Alabama               | 212             |
| 24     | Richmond         | Virgínia              | 210             |
| 25     | Montgomery       | Alabama               | 205             |

- ^ a:  Jacksonville, Louisville, i Nashville són Ciutat-comtat consolidat. Per tant, la població donada és per a tota la ciutat amb excepció d'altres llocs incorporats dins dels límits del comtat.

## Àrees estadístiques metropolitanes
Aquestes són les àrees metropolitanes de la regió del sud-est que superen 1 milió d'habitants segons estimacions de l'Oficina del Cens dels Estats Units per 2013:
| Rangle | Àrea Metropolitana                       | Ciutat mare     | Població (2013) | Estat(s)                                                         |
| ------ | ---------------------------------------- | --------------- | --------------- | ---------------------------------------------------------------- |
| 1      | Washington-Arlington-Alexandria          | Washington D.C. | 5,949,859       | Districte de Columbia / Virgínia / Maryland / Virgínia de l'Oest |
| 2      | Miami-Fort Lauderdale-West Palm Beach    | Miami           | 5,828,191       | Florida                                                          |
| 3      | Atlanta–Sandy Springs-Roswell            | Atlanta         | 5,522,942       | Geòrgia                                                          |
| 4      | Tampa-St. Petersburg-Clearwater          | Tampa (Florida) | 2,870,569       | Florida                                                          |
| 5      | Baltimore-Columbia-Towson                | Baltimore       | 2,770,738       | Maryland                                                         |
| 6      | Charlotte-Concord-Gastonia               | Charlotte       | 2,335,358       | Carolina del Nord/Carolina del Sud                               |
| 7      | Orlando-Kissimmee-Sanford                | Orlando         | 2,267,846       | Florida                                                          |
| 8      | Nashville-Davidson-Murfreesboro-Franklin | Nashville       | 1,757,912       | Tennessee                                                        |
| 9      | Virginia Beach-Norfolk-Newport News      | Virginia Beach  | 1,707,369       | Virgínia / Carolina del Nord                                     |
| 10     | Jacksonville                             | Jacksonville    | 1,394,624       | Florida                                                          |
| 11     | Memphis                                  | Memphis         | 1,341,746       | Tennessee / Mississipi / Arkansas                                |
| 12     | Louisville-Jefferson County              | Louisville      | 1,262,261       | Kentucky / Indiana                                               |
| 13     | Richmond-Petersburg                      | Richmond        | 1,245,764       | Virgínia                                                         |
| 14     | Nova Orleans-Metairie-Kenner             | Nova Orleans    | 1,240,977       | Louisiana                                                        |
| 15     | Raleigh                                  | Raleigh         | 1,214,516       | Carolina del Nord                                                |
| 16     | Birmingham-Hoover                        | Birmingham      | 1,140,300       | Alabama                                                          |